# Al Milgrom
Al Milgrom   (Detroit, 6 de març de 1950) és un artista de còmics (dibuixant i entintador), escriptor i editor estatunidenc, principalment per a Marvel Comics És conegut pels seus 10 anys com a editor de Marvel Fanfare; la seva llarga participació com a escriptor, dibuixant i entintador de Peter Parker, The Spectacular Spider-Man; els seus quatre anys com a dibuixant de West Coast Avengers; i la seva llarga etapa com a entintador de X-Factor. Sovint entinta l'obra de Jim Starlin. Milgrom és el cocreador del superheroi de DC Firestorm.

## Biografia
Al Milgrom va créixer a Detroit, Michigan, i es va graduar a la Universitat de Michigan el 1972.
Milgrom va començar la seva carrera en el còmic el 1972 com a assistent de l'entintador Murphy Anderson. Durant aquest període, Milgrom va contribuir a Many Ghosts of Doctor Graves, Star Reach de Charlton Comics i còmics publicats per Warren Publishing i Atlas/Seaboard, abans d'unir-se a Marvel. Milgrom també va treballar com a "Crusty Bunker" per a Continuity Associates de Neal Adams el 1977.
En un moment donat, Milgrom va viure al mateix edifici d'apartaments de Queens que els artistes Walter Simonson, Howard Chaykin i Bernie Wrightson. Simonson recorda: "Ens reuníem a les 3 de la matinada. Venien, menjàvem crispetes i ens asseiem i parlàvem del que parlin els nois de vint-i-sis, vint-i-set i vint anys. El nostre art, la televisió, el que sigui. En aquell moment ja sabia que "Aquests són els bons vells temps"".
Milgrom va destacar com a dibuixant de la Capita Marvel del 1975 al 1977. Va dibuixar a llapis la pel·lícula Guardians of the Galaxy de Marvel Presents, escrita per Steve Gerber i Roger Stern. Milgrom va treballar com a editor a DC Comics del 1977 al 1978. Mentre era a Washington DC, va cocrear Ronnie Raymond, la Firestorm original, amb el guionista Gerry Conway.
Milgrom va ser editor de Marvel Comics a partir del 1979, i va editar Marvel Fanfare durant els seus deu anys complets (números 1–60, març de 1982 - gener de 1992). Com a editor de L'Increïble Hulk, va dissenyar el vestuari dels U-Foes. Va dibuixar The Avengers (1983–85), The West Coast Avengers (1985–88), Kitty Pryde i Wolverine (1984–85) i Secret Wars II (1985–86), i va escriure la sèrie limitada Mephisto (1987).
Milgrom va escriure i dibuixar The Spectacular Spider-Man núm. 90–100 (1984–85), i The Incredible Hulk (1986–87). El 1991, va escriure un arc argumental per a The Amazing Spider-Man i va col·laborar amb Danny Fingeroth a la sèrie limitada The Deadly Foes of Spider-Man.
Milgrom ha estat un entintador prolífic, treballant en la major part de la línia de Marvel. Va exercir d'entintador de X-Factor durant vuit anys, entre 1989 i 1997. Va signar els dibuixos de Ron Frenz a Thor entre 1991 i 1993 i a Thunderstrike entre 1994 i 1995. Altres sèries en què ha treballat inclouen Captain America, Generation X, The Micronauts i The Uncanny X-Men. Milgrom va signar les sèries limitades A-Next, J2, Marvel: The Lost Generation i Thanos. També va ser tatidor de The Spectacular Spider-Man del 1996 al 1998.
El 2001, Milgrom va ser acomiadat de la seva feina a Marvel quan es va descobrir que havia afegit comentaris calumniosos ocults contra l'aleshores editor en cap Bob Harras al fons d'una pàgina del còmic Universe X Special: Spidey. Milgrom va treballar com a autònom per a Marvel, principalment entintant l'obra de Jim Starlin. També va començar a treballar per Archie Comics de manera regular, entintant diversos títols. A principis dels anys 2000, Al Milgrom va tornar a treballar com a autònom per a DC, proporcionant tintes per a títols com Mystery in Space (vol. 2), Ambush Bug: Year None i Strange Adventures (vol. 3).

## Premis
El 2009, Cleburne: A Graphic Novel, escrita i dibuixada per Justin S. Murphy i entintada per Al Milgrom, va ser nominada als Independent Book Publishers Association's Benjamin Franklin Awards. El 2016, Milgrom va ser nominat i va quedar subcampió al Premi de Reconeixement Especial dels Premis Inkwell. El 2017, va ser guardonat amb un Premi de Reconeixement Especial dels Premis Inkwell.

## Vida personal
Milgrom es va casar amb Judy Lewin, també de Detroit, a principis de 1979. Tenen una filla, Rachel, i dos fills, Ben i Josh.

## En la cultura popular
Milgrom apareix a Ant-Man com el nom d'un hotel on s'allotgen Scott Lang i la seva tripulació.